# Martin Chalfie
Martin Chalfie (Chicago, 15 gennaio 1947) è un biologo statunitense, vincitore del premio Nobel per la chimica nel 2008 assieme a Osamu Shimomura e Roger Y. Tsien  per la scoperta della green fluorescent protein, usata come marcatore in medicina.
Ha conseguito un Ph.D. all'Università di Harvard in neurobiologia, ed è professore di scienze biologiche alla Columbia University.
Il 4 luglio 2023 ha ricevuto una laurea ad honorem in fisica dall'Università di Parma.